# Ulla-Britt Söderlund
Ulla-Britt Söderlund (12 de agosto de 1943 - 21 de julio de 1985) fue una diseñadora de vestuario sueca que diseñó el vestuario para unas veinte películas en Suecia, Dinamarca e Inglaterra. En 1976, ganó un Premio Óscar por el vestuario de la película de Stanley Kubrick, Barry Lyndon, junto con Milena Canonero.

## Trabajos como diseñadora de vestuario
- Spøgelsestoget (1976)
- Barry Lyndon (1975)
- La buena tierra (1972)
- Los emigrantes (1971)
- Dentista erótico (1971)
- Doctor Glas (1968)
- Hambre (1966)
- Nu stiger den (1966)

## Premios
| Año  | Premio        | Categoría                 | Produccción         | Resultado |
| ---- | ------------- | ------------------------- | ------------------- | --------- |
| 1976 | Premios Oscar | Mejor diseño de vestuario | Barry Lyndon (1975) | Ganadora  |
| 1976 | Premios BAFTA | Mejor diseño de vestuario | Barry Lyndon (1975) | Nominada  |